# Aspen Music Festival and School

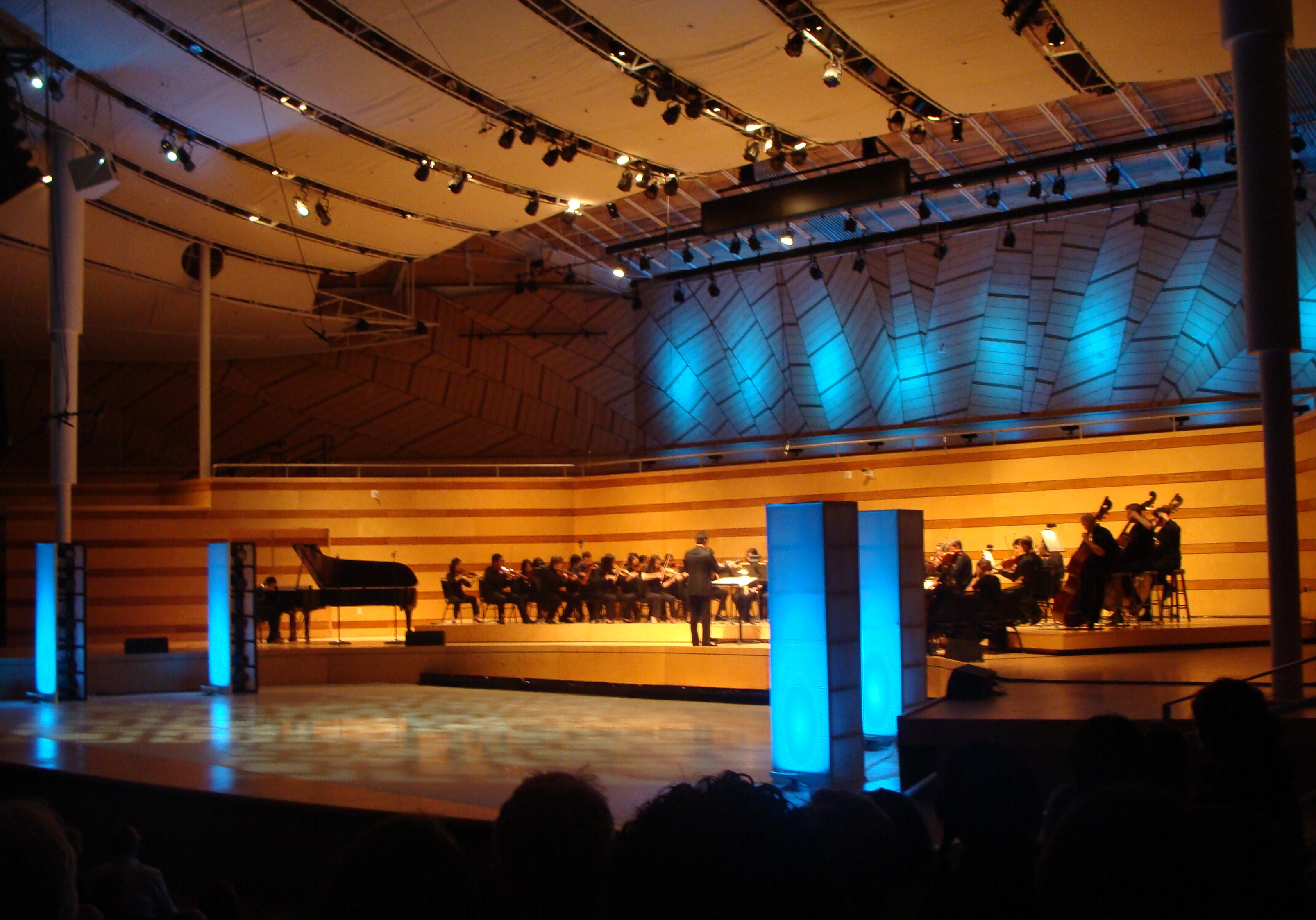
Orchesterkonzert im Benedict Music Tent, 2010

Das Aspen Music Festival and School (AMFS) ist ein seit 1949 jährlich stattfindendes, internationales Festival der klassischen Musik in Aspen, Colorado.
Neben der Gestaltung besonderer Konzertprogramme durch internationale Spitzenmusiker sind die Förderung von Nachwuchsmusikern durch Musikkurse und -workshops Fundament des Festivals. Das Aspen Music Festival and School bietet 12 Ausbildungsprogramme für junge Musiker an: von Orchester-Programmen über Opern-Coaching bis zur klassischen Gitarre.
Die Hauptsaison dauert etwa 8 Wochen und findet jedes Jahr im Sommer statt. Aber auch in der Wintersaison gibt es einige Veranstaltungen. Neben dem Klassik-Programm finden auch vereinzelte Jazz-Events statt. Die Organisation des Festivals wird zurzeit geleitet vom Präsidenten und CEO Alan Fletcher und vom Musikdirektor Robert Spano.

## Veranstaltungsorte
Der wichtigste Veranstaltungsort ist das Benedict Music Tent, das im Jahr 2000 eröffnet wurde und 2050 Plätze umfasst. Es werden aber noch diverse andere Locations genutzt.

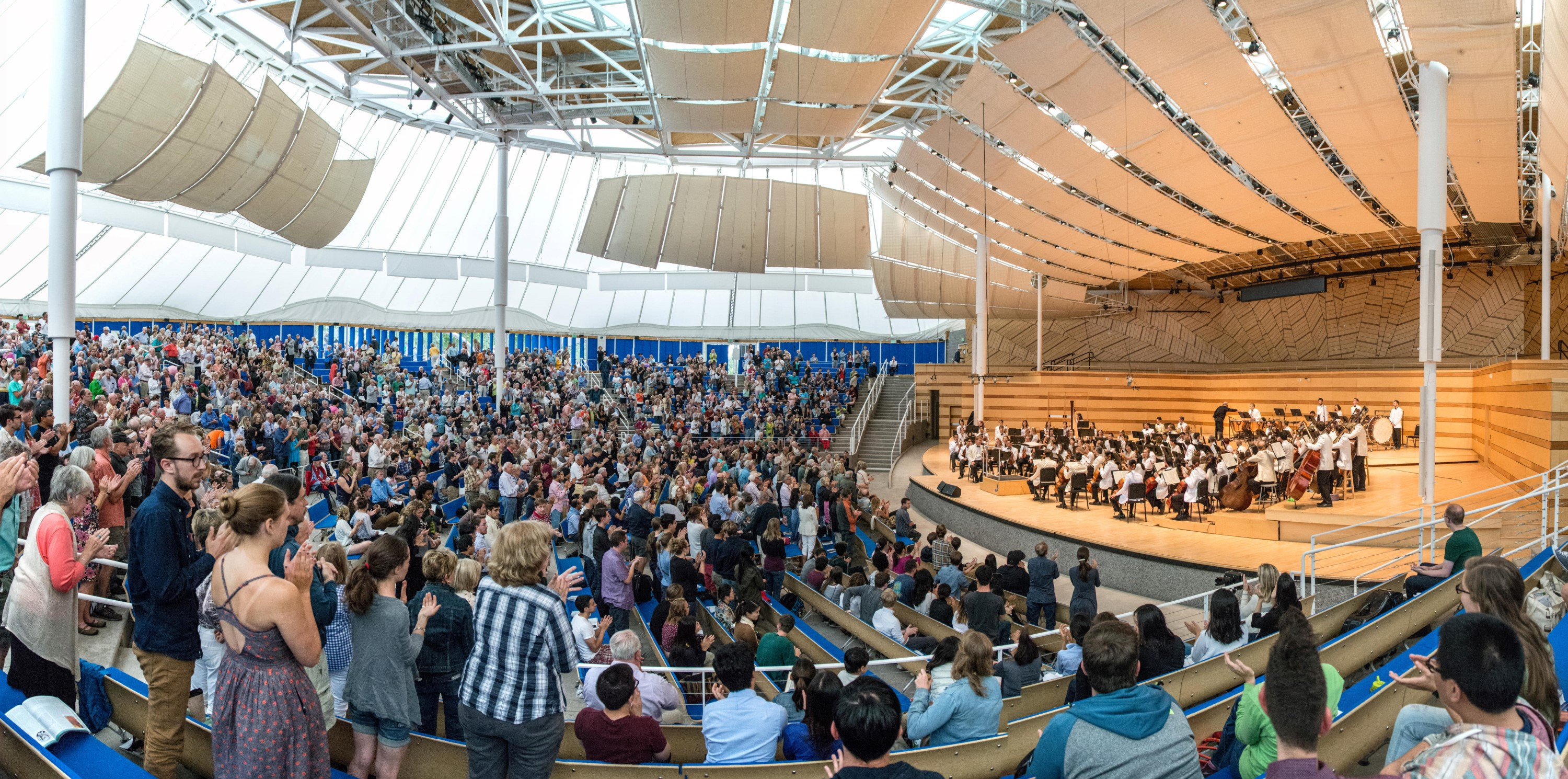
Das Benedict Music Tent, 2015
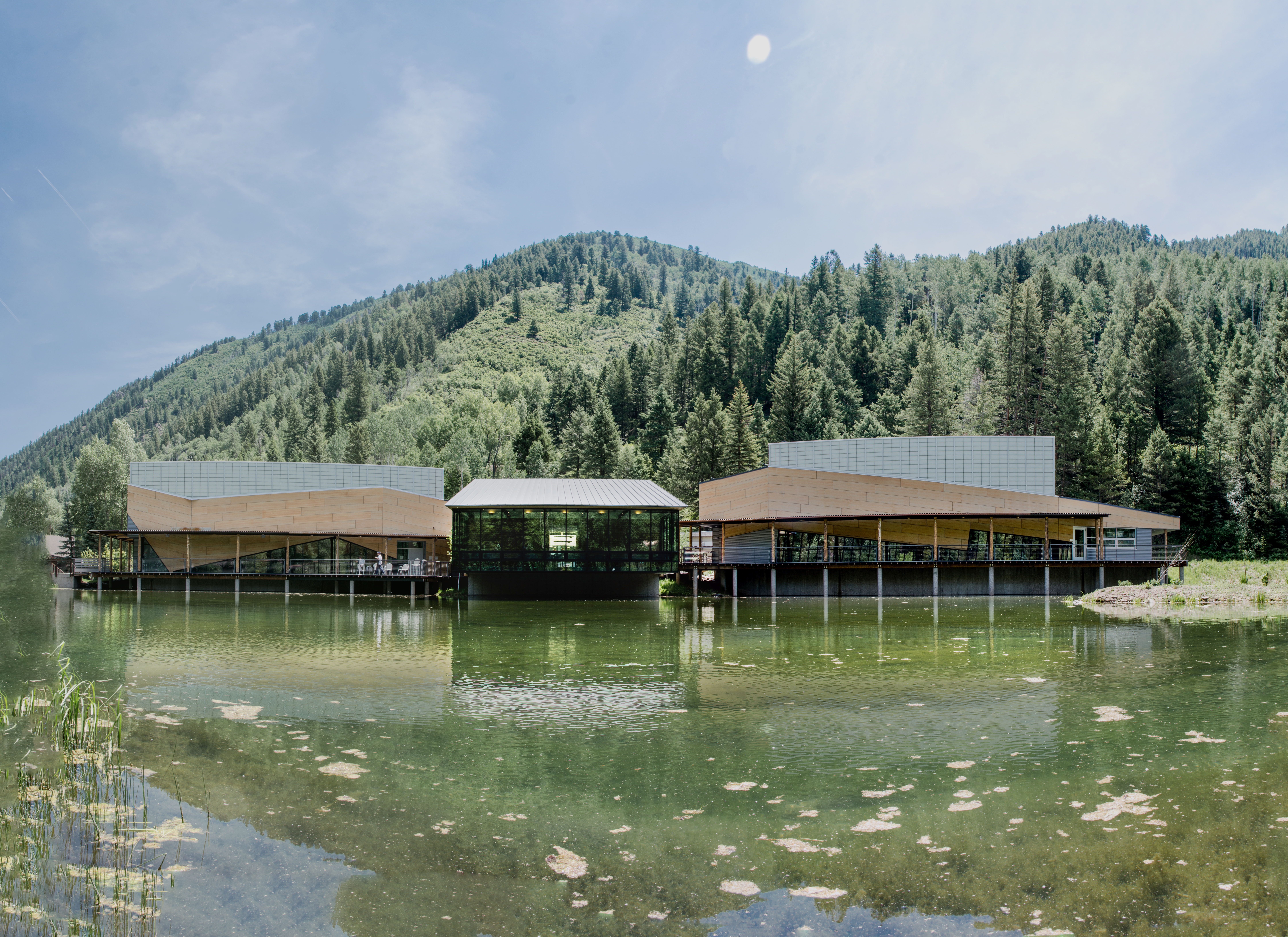
Der Bucksbaum Campus
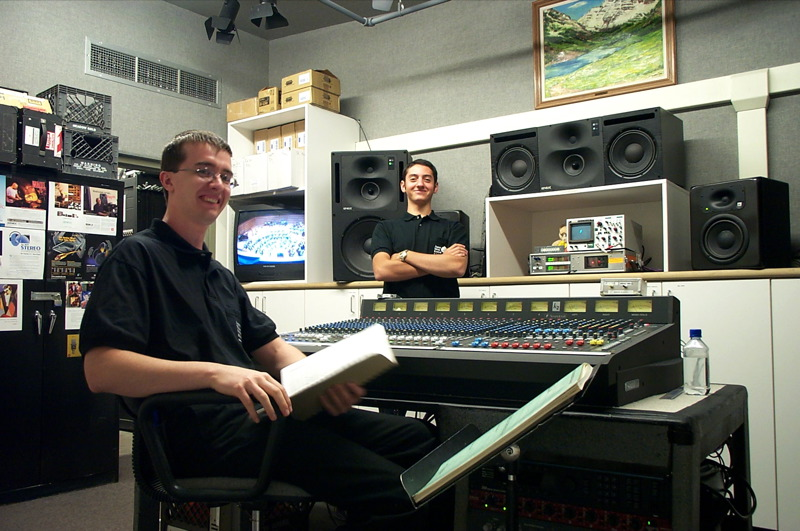
Das Esari Studio
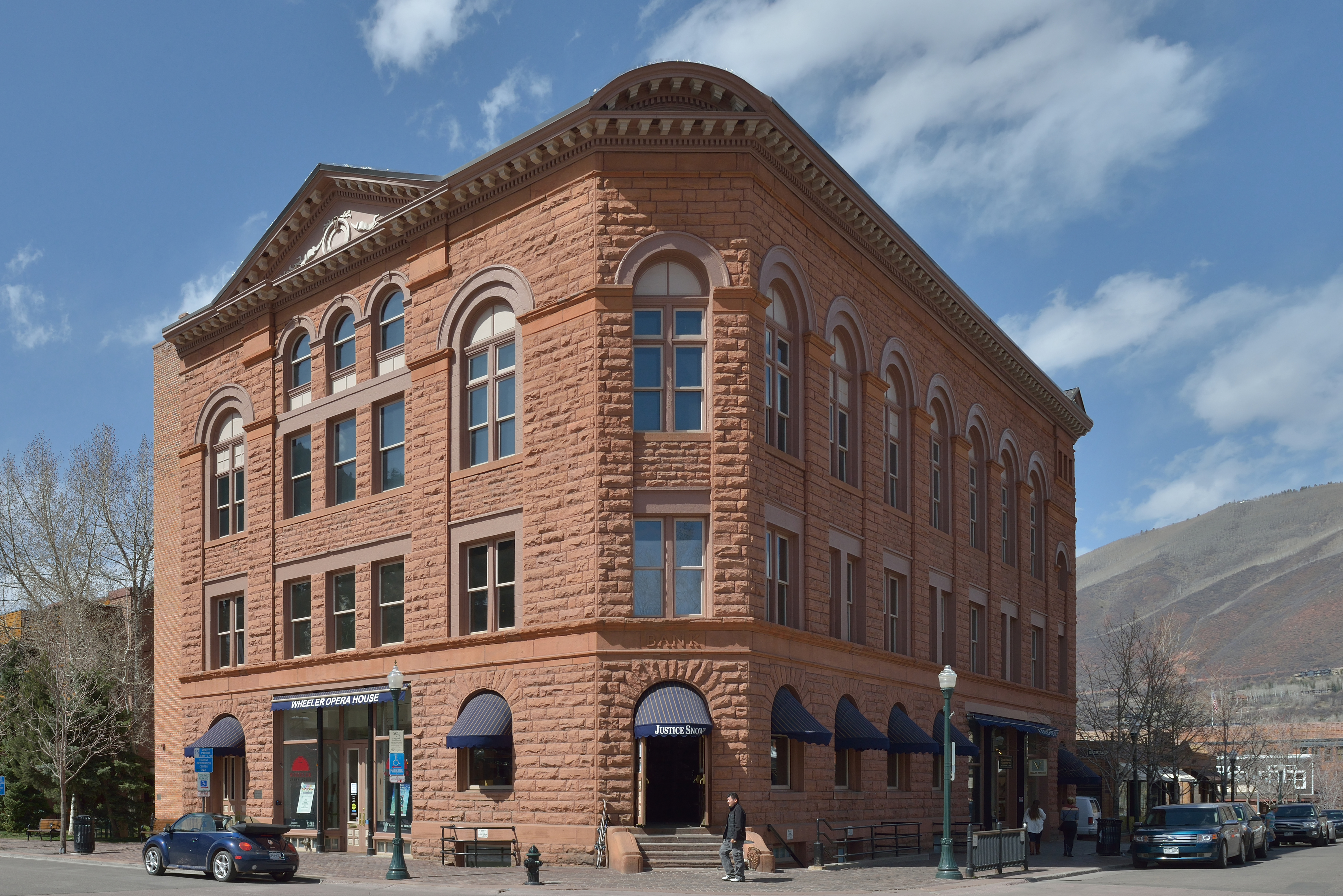
Das Wheeler Opera House

## Bedeutende Teilnehmer (Auswahl)
Folgende bedeutende Musiker, Dirigenten und Komponisten haben an Veranstaltungen des AMFS aktiv teilgenommen:
- Komponisten: William Bolcom, Philip Glass, David Lang, Augusta Read Thomas, Bright Sheng, Joan Tower, Peter Michael von der Nahmer
- Dirigenten: Marin Alsop, James Conlon, James Levine, Leonard Slatkin, Igor Strawinsky,[5] Hugh Wolff, John Mauceri, Eivind Gullberg Jensen
- Ensembles: Calder Quartet, Escher String Quartet, Jupiter String Quartet, Pacifica Quartet, Ying Quartet
- Gesang: Jamie Barton, Renée Fleming, Dawn Upshaw
- Violinisten: Joshua Bell, Sarah Chang, Ray Chen, Midori Gotō, Cho-Liang Lin, Gil Shaham, Szymon Goldberg
- Cellisten: Lynn Harrell, Alisa Weilerstein, Richard Aaron, Darrett Adkins
- Pianisten: John Austin Butsch, Ingrid Fliter, Yuja Wang, Marc Neikrug, Dennis Russell Davies, Greg Anderson, Ching-Yun Hu, Rodolphe Schacher, Dejan Lazić
- Paukist: Cloyd Duff
- Gitarristen: Sharon Isbin, Oscar Ghiglia
- Performer: Peter Schickele
- Bassisten: Edgar Meyer